# 弗朗切斯科·拉罗萨
弗朗切斯科·拉罗萨（義大利語：Francesco La Rosa，1926年12月9日—2020年4月8日），意大利男子足球运动员，司职前锋。他曾代表意大利国奥队参加1952年夏季奥林匹克运动会足球比赛，获得第九名。